# Evo Morales
Juan Evo Morales Ayma (Orinoca, 1959. október 26. –) bolíviai politikus, 2006-tól 2019-ig a dél-amerikai ország elnöke volt. Az ajmara származású Morales az ország első indián származású elnöke.

## Rövid életrajz
Evo Morales ajmara származású politikus. 1959-ben hétgyermekes családba született Bolívia egyik legszegényebb szegletében, Orinocában. Gyermekkorában cukornádültetvényen, később lámapásztorként dolgozott. Tizenhat évesen Oruróban kezdte meg a középiskolát, amit azonban nem sikerült befejeznie. Közben kőművesnek, péknek állt, zenekarban trombitált, utóbbinak köszönhetően beutazhatta Bolíviát.
Az 1980-as évek elején kezdte meg tevékenységét a kokatermelők szakszervezetében (1985-től főtitkár). 1997-ben lett kongresszusi tag, ahonnan – miután egy tömegtüntetés kapcsán élesen bírálta a drasztikus katonai fellépést – 2002-ben kizárták. Ugyanebben az évben második az elnökválasztáson, majd 2005-ben Bolívia 80. elnökének választották. Nőtlen, a first lady státuszát nővére tölti be.

## Elnökként
2006-2009: első időszak
A 2005. decemberi elnökválasztás több szempontból is történelmi jelentőségű volt Bolíviában: először választottak bennszülött származású elnököt, először nyerte el elnökjelölt a szavazatok több mint felét (közel 54 százalékát), először nyert a „hagyományos” politikai pártokon kívüli jelölt, és korábban soha nem mértek hasonlóan magas, 84,5 százalékos részvételi arányt. A kampány központi témája a földgázszektor - ekkor már elkerülhetetlennek tűnő – államosításának módja, formája volt. Jól tükrözi a súlyos politikai ellentéteket, hogy a felek között nyilvános vitára nem került sor, s mindketten hangos vidéki kampánykörutakkal igyekeztek híveket toborozni. Morales egyik központi kampányígérete volt annak megvalósítása, hogy az őslakók valódi, egyenlő jogokkal rendelkező állampolgárokként élhessenek Bolíviában. Ennek érdekében az új alkotmány egy teljes fejezete foglalkozik a társadalmilag erősen marginalizált bennszülött csoportok jogainak garantálásával, illetve a dokumentum 36 őslakó nemzetet ismer el Bolívia területén, számukra a korábbiakhoz képest nagyobb autonómiát biztosítva.
Morales 2006. május 1-jén a földgázszektor – széles nemzetközi figyelem övezte – államosításába fogott, a legfőbb célja az volt, hogy a földgázszektorból származó növekvő állami bevételeket szociális juttatások formájában osszák újra a társadalom tagjai között. De meg kell tartani Bolíviában a befektetőket, mert ők tudják végezni a kitermelést a technológia miatt.
Az államosítási program alapvetően abból állt, hogy a bolíviai földgázszektorban működő külföldi befektetőktől az állam – kompenzáció ellenében – visszaszerezte az 1996-os törvényt követően „elveszített” többségét, vagyis legalább 51 százalékos részesedést szerzett az érintett külföldi vállalatokban. Jelentősen növekedtek az állami bevételek, de a foglalkoztatottság kevésbé.
Morales mélyreható földreformba kezdett, hogy kiegyensúlyozottabbá tegye az ország földbirtokszerkezetét. 2006 augusztusáig 7,6 millió hektár földet osztottak újra, a 2006 novemberében elfogadott földreformra vonatkozó törvény pedig 2011 végéig 20 millió hektár föld újraelosztását irányozza elő. Latin Amerika azon államaiban, ahol jelentős őslakó közösség él, a földkérdés szorosan összefügg az őslakók egyéb követeléseivel.
2007 decemberére készült el a szövegtervezet, nem utolsósorban ennek hatására törtek ki a két áldozatot és hetven sebesültet követelő zavargások 2008 januárjában, Cochabambában.
A 2008-as év rendkívül instabil időszak volt az ország életében. A gyakoribbá váló tüntetések, kormánypártiak és ellenzékiek közötti összecsapások mellett négy keleti tartomány egyre hangosabb autonómiatörekvései zilálták a belpolitikai viszonyokat. A félholdként (Media Luna) is ismert, gazdag Santa Cruz, Tarija, Pando és Beni tartományok adják a bolíviai földgázkitermelés és mezőgazdasági termelés jelentős részét. A 2005-ös választásokon Morales a legszerényebb eredményeket érte el ezekben a tartományokban, amelyeknek az érdekeit egyértelműen sértik az elnök elmúlt években tett lépései: a földgáz-szektor államosítása, a földreform és az őslakók politikai jogainak szélesítése. A jövedelem újraelosztásától, korábbi kiváltságaik elvételétől tartva mind határozottabban követelik a regionális autonómiát, amely alapvetően gazdasági tartalmú: az adók és egyéb jövedelmek, illetve a földelosztás feletti ellenőrzést célozza. Morales illegitimnek tartja az autonómiaszavazásokat. Az államfő a belpolitikai válság megoldását célozva 2008. augusztus 10-ére visszahívó népszavazást írt ki, amelyen a szavazók közel 60 százaléka megerősítette Morales indigenista–szocialista törekvéseit. A referendum ugyanakkor az ország éles kettészakítottságára is rámutatott: négy tartományban is megerősítették az ellenzék képviselőjét.
2009. január 25-én referendum keretében, 61,7 százalékos többséggel fogadták el a bolíviaiak a 411 cikkből álló új alkotmányt. Legfontosabb rendelkezései a következők:
– az őslakók jogainak szélesítése, autonómiájuk erősítése, szokásjogon alapuló igazságszolgáltatási rendszerük egyenlő státuszba helyezése a hivatalosan működő rendszerrel;
– a földgázmezők feletti állami szuverenitás, valamint a bolíviai gazdaság legfőbb szektoraiban állami ellenőrzés deklarálása;
– a földbirtok-tulajdonlás 5000 hektárban történő maximalizálása (visszamenőleges hatály nélkül).
Az alkotmányt megerősítő referendumot követően újabb véres események rázták meg a bolíviai belpolitikát: miként az Magyarországon is közismert, 2009. április 16-án bolíviai kommandósok Santa Cruzban három férfit gyilkoltak meg (köztük a magyar állampolgársággal is rendelkező Eduardo Rózsa-Florest), kettőt pedig elfogtak (köztük a magyar Tóásó Elődöt) hivatalos magyarázat szerint merényletet terveztek az elnök ellen.
Bolívia jövője szempontjából meghatározó esemény, hogy 2009 áprilisában a bolíviai szenátus elfogadta azt az alkotmánymódosítást, amely engedélyezi Evo Morales újraválasztását. (Bolíviában az 1967-es alkotmány értelmében megválasztott elnök nem indulhatott elnökjelöltként a következő választáson.)
Forrás: Docplayer
Külpolitika:
Bolívia külpolitikai hangsúlyeltolódásai követik az elmúlt évtized latin amerikai tendenciáit: a Washingtontól való eltávolodást szorosabb regionális együttműködés, illetve új, többnyire ázsiai partnerek keresése kíséri.
Kuba és Venezuela után a külpolitikai látogatássorozat további állomásai – többek között – Spanyolország, Franciaország, Kína, Dél-Afrika voltak, majd hazafelé brazíliai vizittel zárult. (Az eredeti útvonalban India és Irán is szerepelt, de meteorológiai és logisztikai nehézségek miatt e látogatások végül elmaradtak).
Morales útjának fontos üzenete volt, hogy egyértelműen szakított azzal a több évtizedes bolíviai gyakorlattal, miszerint a megválasztott elnökök első hivatalos útja Washingtonba vezet.
Morales már választási kampányában hangsúlyozta, hogy az Egyesült Államok kábítószer-ellenes politikája belügyekbe való beavatkozás, amely sérti a latin amerikai országok szuverenitását. A kokatermelők szakszervezetében kezdte a koka a kokain alapanyaga.
Valóban, az ENSZ kimutatásai szerint Bolíviában 2013 és 2014 között átlagosan évi 10%-kal csökkent a kokatermelés, azonban megsokszorozódott a lefoglalt kokain mennyisége. A Meztelen Császár műveletről napvilágot látott információk pedig azt bizonyítják, hogy talán annyira nem is volt megalapozatlan a bolíviai kormány “DEA-paranoiája”, hiszen kiutasítása után hét évvel a hivatal továbbra is kiemelt helyen kezeli a baloldali kormány destabilizációra irányuló vizsgálatait.
A washingtoni drogcárok borúlátó jóslatai, melyek szerint Morales kormánya alatt Bolívia narkóállammá degradálódik, nem állták ki a valóság próbáját. Éppen ellenkezőleg, legnagyobb bánatukra Dél-Amerika szívében Morales kormánya precedenst állított fel jól működő, hazai, az USA-tól független drogpolitikájával, és tette mindezt anélkül az évi cirka 89 millió dolláros észak-amerikai segítség nélkül, amelyet az őslakó származású elnök hatalomra jutása után vont meg az országtól Washington.
A bolíviai–amerikai kapcsolatok elhidegülésében az is szerepet játszott, hogy Morales legfőbb latin-amerikai szövetségeseiként Venezuelát és Kubát jelölte meg: Fidel és Raúl Castro, valamint Hugo Chávez máig Evo Morales legfőbb régióbeli szövetségesei, ideológiai partnerei.
Bolívia számára alapvető prioritás a Brazíliával ápolt harmonikus viszony, tekintettel arra, hogy a bolíviai földgázexport több mint felét a dél-amerikai óriás veszi fel.
Kínával is szoros a kapcsolat.
Az elmúlt évek fontos eredménye, hogy India új befektetőként jelent meg az országban. 2007-ben megállapodás született a bolíviai kormány és az indiai Jindal Steel and Power Ltd. vállalat között a bolíviai El Mutún vasbánya korszerűsítéséről. A megállapodás értelmében az indiai vállalat nyolc év alatt 2,1 milliárd dollárt fektet be az első integrált bolíviai acélgyár létrehozásába.
A bolíviai–orosz tárgyalások két fő témája az energetikai együttműködés (orosz segítség a földgázkitermelés korszerűsítésében), illetve a kábítószer-ellenes harc orosz támogatása volt.
2009-2014: második időszak
A második ciklus lehetővé tette az alkotmánymódosítást, amelyet 63%-kal nyert meg. Ennek keretében elsőként az autonómiáról és az igazságügyi reformról szóló törvényjavaslatok kerülnek megvitatásra a kormány hétvégi ülésén, mely utóbbitól a korrupció leküzdését remélik. Az elmúlt időszak kedvező gazdasági jelenségei (pl. a nemzetközi piacokon nőtt a szója iránti kereslet, valamint emelkedtek a gázbevételek) is a kormány által eszközölt változtatásokat erősíthetik.
A Hernando Siles stadionban a felszólalók kijelentették, hogy tovább folytatják a „demokratikus és kulturális forradalmat 2015-ig”, valamint, hogy Morales újbóli elnöksége „lehetőséget ad, hogy Bolíviában elkezdjük temetni a neoliberalizmust.”
A bruttó hazai termelés Bolíviában 20 százalékkal nőt, az egy főre eső GDP – az államosításoknak köszönhetően – 53 dollárról 401 dollárra nőtt. A válság ellenére a növekedés 2,8%-os volt, ezt pedig egyetlen dél-amerikai ország sem közelítette meg. Az államfő annak hatására határozott az amnesztiáról és a közkegyelemről, hogy augusztus 23-án verekedés tört ki és tűzvész pusztított Santa Cruz város Palmasola börtönében, és harminchárman életüket vesztették. Az amnesztia vonatkozik azokra a vádlottakra, akiknek esetében a rájuk kiszabható börtönbüntetés nem több mint négy év. A közkegyelem vonatkozik azokra az elítéltekre, akiknek a büntetése nem több mint nyolc év. Hivatalos becslés szerint a közkegyelem hatására több mint 2000 rabot fognak szabadon engedni a rendelet hatályba lépése utáni egyéves határidőn belül. A közkegyelem és az amnesztia vonatkozik azokra is, akik nem visszaesők, letöltötték börtönbüntetésük egyharmadát, 58 év feletti férfiak, vagy 55 év feletti nők, illetve 25 év alattiak (Bolíviában 16 éves kortól végrehajtható a börtönbüntetés). Csökkenti a börtönök túlzsúfoltságát.
2014-2019
Bolívia első indián származású elnöke, Evo Morales a 2014 októberében tartott elnökválasztásokon a szavazatok 61,3 százalékával újabb győzelmet aratott, így megkezdhette harmadik, a jelenlegi alkotmány szerint egyben utolsó elnöki ciklusát. Morales 2020-ig, összesen tizennégy éven keresztül, megszakítás nélkül vezette Bolíviát, így az ország történetének leghosszabb ideig hatalmon lévő elnöke. Az elnök azzal az ígérettel kezdte meg harmadik ciklusát, hogy Bolívia egy nap vissza fogja szerezni tengeri kijáratát, melyet 1879-ben a Chile ellen vívott Csendes-óceáni háborúban veszített el. A százhúszezer négyzetkilométeres, összesen négyszáz kilométernyi óceánparttal rendelkező terület visszaszerzése érdekében Bolívia 2013-ban a hágai Nemzetközi Bírósághoz fordult, és az ügy továbbra is az ország egyik külpolitikai prioritásának tekinthető. Egyre jobb a kapcsolata az USA-val.
Az egyik fontos feladat a szegénység elleni küzdelem, amellyel kapcsolatban Morales azt ígérte, hogy 2020-ig a jelenlegi 16 százalékról 8-9 százalékra fogja csökkenteni a mélyszegénységben élők számát. Egészségügy fejlesztése is fontos. Iskolázottság fejlesztése is része az új programnak.
A bolíviai ellenzék attól tart, hogy Morales népszavazást kezdeményez a korlátlan újraválaszthatóságról, így 2020 után is hatalmon marad. Az elnök azonban a jövőjét illetően úgy nyilatkozott, ciklusának lejárta után szülőföldjén, Cochabambában szeretne éttermet nyitni.

### Lemondása után
2020 novemberében hazatért az önkéntes száműzetéséből.

## Pályafutása
A Movimiento al Socialismo (MAS) párt vezetője meglepetésére másodikként végzett a 2002-es elnökválasztáson. Később fontos szerepet játszott azokban az energiaszektor államosítását követelő erőszakos tüntetésekben, amelyek Gonzalo Sanchez de Lozada elnök lemondásához vezettek 2003 októberében. Később szoros kapcsolatot alakított ki Hugo Chávez venezuelai elnökkel, aki hozzá hasonlóan keményen bírálta az Amerikai Egyesült Államokat.